# بولتن اند وات
بولتن اند وات (انگلیسی: Boulton and Watt) شرکت مهندسی بریتانیایی بود، که در سال ۱۷۷۵ از مشارکت صنعت‌گر انگلیسی؛ متیو بولتون و مهندس اسکاتلندی؛ جیمز وات در شهر بیرمنگام تأسیس شد. این شرکت در خلال انقلاب صنعتی، نقش کلیدی در طراحی و ساخت موتورهای بخار ایفا نمود و در قرن ۱۹ بزرگترین سازنده ماشین‌های بخار بشمار می‌آمد. شرکت بولتن اند وات در سال ۱۸۹۵ پس از خریداری توسط شرکت دبلیو اند تی آوری، منحل گردید.